# Hitoki Iwase
Hitoki Iwase, född den 10 november 1974, är en japansk idrottare som tog brons i baseboll vid olympiska sommarspelen 2004 i Aten.